# Feel Like I Do
Feel Like I Do — десятый сингл американской рок-группы Drowning Pool, первый из их альбома Drowning Pool. Выпущен 9 февраля 2010 года. Также является одной из песен Саундтрека к игре Saint’s Row 3:The Third.

## Список композиций
| №  | Название         | Длительность |
| -- | ---------------- | ------------ |
| 1. | «Feel Like I Do» | 3:38         |